# Mlinarjev Janez
Mlinarjev Janez je drama Viktorja Kokalja iz leta 1939. Drama je nastala na podlagi Kočevarjevega proznega besedila Mlinarjev Janez iz leta 1858. Kokalj je svojo dramo podnaslovil ljudska igra pod milim nebom.

## Osebe
- Igrski vodja
- Mlinarjev Janez
- Oče Pengar, kmet
- Marjetica, njegova hči, junaško slovensko dekle
- Ulrik, grof celjski
- Menih, ovaduh in berač
- Enriko, papežev odposlanec
- Jaka
- Marko
- Tone
- Miha Voglarjev
- Martinaška, vaška klepetulja
- Glasnik
- Jetnik
- grofovo spremstvo
- starešine
- godci
- biriči
- ljudstvo

## Vsebina
Marjetka in Janez si razodeneta ljubezen, oče Pengar ju blagoslovi in povabi vaščane, da skupaj proslavijo srečni dogodek. Pridruži se jim menih, a fantje brž opazijo, da je oborožen, in ga zgrabijo; izkaže se, da je ovaduh Urha celjskega, ta hoče še to noč ugrabiti lepo Marjetico. Teharcem zavre kri, grofu postavijo zasedo in ga ujamejo. Da bi se rešil sramote, se Urh zaveže, da bo Teharce povišal v plemiče. Na dan, ko skupnost izvoli Janeza za načelnika teharskega krdela, Urh izpolni svojo obljubo, Janez dobi viteško opravo in priseže grofu pokorščino, svoje krdelo pa zaroti, naj se nikdar ne izneveri zastavi, ki naj, v neštetih krajih proslavljena, dokazuje slogo in moč slovenskega rodu. Navdušeni fantje dvignejo Janeza na ramena, grof pa že snuje, kako bi se mu maščeval za ponižanje; ukaže, naj se zglasi na gradu, tam bo s svojo četo stražil grofove jetnike. Janez odkloni, na biriško službo ni prisegel, in grof četo napade s svojimi biriči. Toda Teharci so krepki, biriče razženejo, grofa zvežejo in osvobodijo nekaj jetnikov, med katerimi je tudi Enriko, ki je prinesel Celjanu papežev odlok o izobčenju iz Cerkve zaradi njegovih grehov. S tem so Teharci odvezani od pokorščine grofu, izročijo ga Enriku, ta pa mu odpusti, celo govoril bo zanj pri papežu, če se bo Urh le skesal in spokoril. Grofa izpustijo, a Janez ne verjame v iskrenost njegovega kesanja, zato razmišlja, kako bi mu prišel spred oči. Enriko mladca navduši za križarsko vojno zoper Turke, ki oblegajo Beli grad. Janez ukaže vse jetnike izpustiti in grad zažgati, nato fantom razodene svojo odločitev. A fantje ga ne zapustijo, kot en mož bodo odšli z njim, na zmago ali smrt. Enriko blagoslovi junaško četo; naj se hrabro bori za sveto stvar in se srečno vrne. Ko krdelo že zajaše konje, se mu pridruži še mali Miha, ki se na noben način ne pusti odgnati. 
Igrski vodja pove, da se je Marjetica pridružila teharskemu krdelu in se junaško borila ob Janezovi strani, dokler ni bil on težko ranjen in sta oba zašla v turško suženjstvo. - Oče Pengar sameva in toči solze, o hčerki in zetu že pol leta ni glasu. Starešine ga tolažijo: Bog zna vsako krivico izravnati, dokler je človek živ, mora upati. Tedaj se oglasijo veseli klici, pojavita se Janez in Marjetica; zdaj sta mož in žena, poročil ju je sam papež v Rimu. Grofa Urha so pri Belem gradu ubili ogrski velikaši, teharsko zastavo, ki jo je zastavonoša izpustil, ko je bil v boju ranjen, pa je rešil mali Miha. Marjetica si jo je ovila okrog telesa in jo čuvala kot največjo svetinjo tudi v suženjstvu. Krdelo je srečno in ponosno, ko spet drži v rokah to sveto znamenje teharske moči, teharskih plemičev, narod navdušeno vzklika Janezu in Marjetici, nato pa veselo zaraja okrog neoskrunjene zastave.